# Schloss Posanges

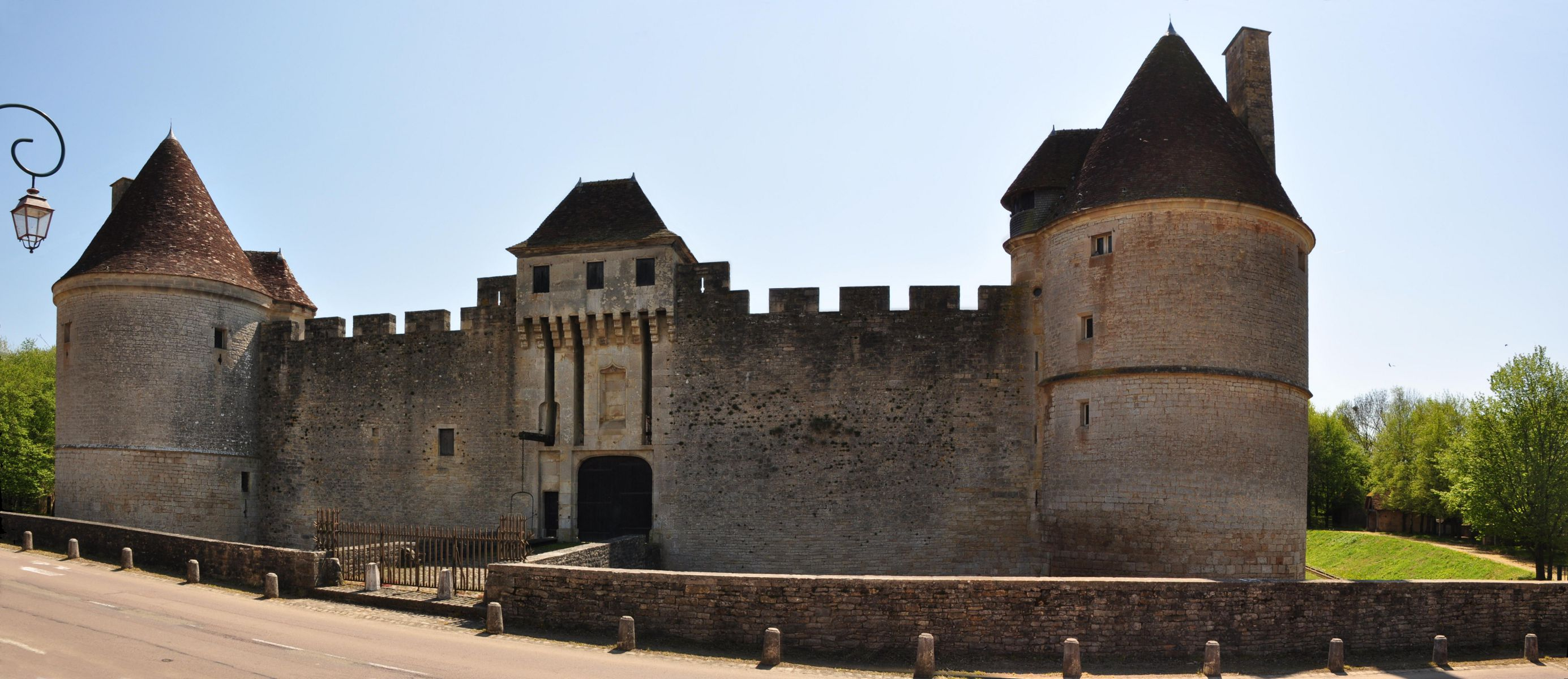
Eingangsfassade des Schlosses Posanges

Das Schloss Posanges (französisch Château de Posanges) ist eine befestigte Schlossanlage in Posanges, etwa zweieinhalb Kilometer nördlich von Vitteaux im Département Côte-d’Or der Region Bourgogne-Franche-Comté. Die Anlage wurde im 15. Jahrhundert von einem Günstling des Herzogs Philipps des Guten errichtet und wirkt sehr burgartig, denn bei ihrem Bau wurde noch auf mittelalterliche Bauformen zurückgegriffen. Militärisch war Schloss Posanges jedoch unbedeutend, denn es beschützte weder einen wichtigen Teil des Herzogtums, noch überwachte es eine wichtige Straße oder einen bedeutenden Wasserweg. Möglicherweise war Posanges aber eine der ersten französischen Anlagen, die baulich dafür ausgelegt waren, den seinerzeit neu aufkommenden Feuerwaffen widerstehen zu können.
Das Schloss ist seit dem 27. Dezember 1913 als Monument historique klassifiziert und steht damit unter Denkmalschutz. Es kann nicht besichtigt werden, ist aber von der Straße aus gut sichtbar.

## Geschichte
1299 war die Seigneurie Posanges im Besitz von Eudes de Frolois, der sie als Lehen von dem burgundischen Herzog Robert II. erhalten hatte. Zu jenem Zeitpunkt existierte dort bereits ein Festes Haus, jedoch nicht am Ort des heutigen Schlosses. Für das Jahr 1391 ist Erard de Lézigne als Besitzer eines Teils von Posanges überliefert. In der ersten Hälfte des 15. Jahrhunderts kam der Besitz an Guillaume du Bois (auch Dubois geschrieben), dem bailli des Auxois und maître d’hotel Philipps des Guten. Guillaume stammte aus dem Berry und hatte dort all seine Besitzungen verloren, weil diese im Zuge des Bürgerkriegs der Armagnacs und Bourguignons von den Armagnaken eingenommen worden waren. Du Bois brachte nach und nach die verstreuten Teile der Seigneurie in seinen Besitz und ließ ab 1437 die heutige, repräsentative Anlage errichten. Bei seinem Tod am 6. November 1453 war der Neubau noch nicht vollständig fertiggestellt. Erst Guillaumes Sohn Antoine vollendete das Werk 1490 mit der Ausstattung des Logis. Außerdem ließ er zwei Treppentürme zur Erschließung der Nordtürme errichten.

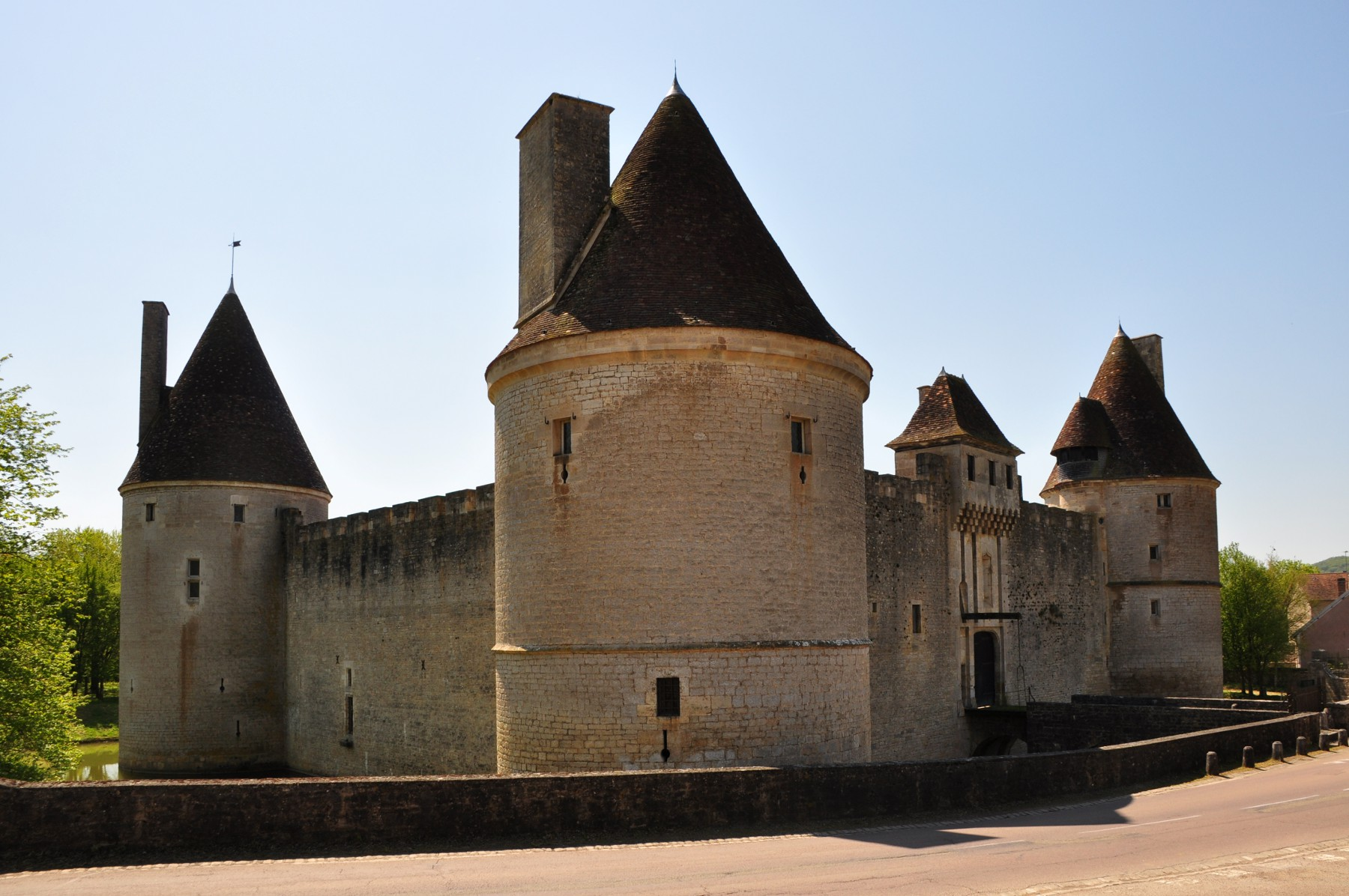
Nordost-Ansicht

Die Familie du Bois blieb bis 1561 im Besitz der befestigten Anlage. In jenem Jahr war Joachim du Bois gezwungen, sie an Arvier de Cléron zu verkaufen. Joachim war für schuldig befunden worden, gemeinsam mit zwei weiteren Männern Antoine de La Perrière umgebracht zu haben. Bereits zum Tode verurteilt, wurde er aber begnadigt, musste im Gegenzug jedoch der Mutter seines Opfers eine hohe Entschädigung zahlen. Um diese Auflage erfüllen zu können, war er gezwungen, die Seigneurie Posanges mitsamt dem Schloss zu verkaufen. Die Familie de Cléron residierte jedoch nicht mehr selbst in der Anlage, sondern ließ sie von Pächter bewirtschaften und bewohnen. 1704 erwarb Bénigne de Torcey, Witwe eines Angehörigen der Familie Balathier-Lantage, das Schloss Posanges. Bénignes Tochter Marie verkaufte es 1714 für 25.500 Livres an das Ursulinenkloster von Vitteaux.
Während der Französischen Revolution wurde das Schloss konfisziert, zu Nationaleigentum erklärt und 1792 versteigert. Zum Schloss gehörten zu jener Zeit ein Schlossgarten, ein Nutzgarten, Wassergräben, diverse Wirtschaftsgebäude, vier Journale Hanffelder, 59 Ouvrées Weinanbaufläche, 60 Soituren Felder, 416 Journale sonstigen Landes und 23 Morgen Waldfläche. Neue Eigentümerin wurde die Familie Thenadey. Von ihr erwarb die Familie Lestre den Besitz 1810 für 6000 Francs. Ihr folgte die Familie Lambert, über welche die Anlage an Nestor Lacoste, den Bürgermeister von Vitteaux, kam. Weitere Besitzerwechsel folgten noch bis in das 20. Jahrhundert. 1964 erfolgte im Schlosshof der Bau einer Weberei, deren Gebäude aber schon 1980 wieder abgerissen wurde. Im gleichen Jahr begannen umfassende Restaurierungsarbeiten an der noch vorhandenen Bausubstanz, die zu jener Zeit Eigentum Roland Remoissenets war.

## Beschreibung

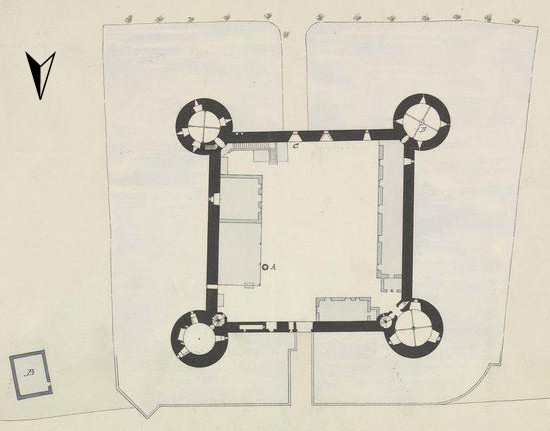
Grundriss der Anlage aus dem Jahr 1913

Schloss Posanges ist eine viereckige Anlage mit Rundtürmen an den Ecken. Auf den ersten Blick erscheint der Grundriss quadratisch, tatsächlich aber hat er eine leichte Trapez-Form. Die Anlage ist an allen Seiten von einem bis zu 14 Meter breiten und bis zu 3,5 Meter tiefen Wassergraben umgeben, der von der Brenne gespeist wird. Die dreigeschossigen Ecktürme sind ohne Dach mehr als zehn Meter hoch und besitzen – mit Ausnahme des helmlosen Südwest-Turms – ein Kegeldach. Alle haben Kamine als Beheizungsmöglichkeit. Gemeinsam mit den Fenstern mit Sitznischen und den Abortnischen in den Mauerstärken zeugen sie von einem gewissen Komfort. Die vorhandenen Schießscharten im Mauerwerk zeigen aber auch ihre Wehrhaftigkeit. Alle vier Türme besitzen in etwa die gleichen Außenmaße. Das Innere der Nordtürme hat einen Durchmesser von etwa fünf Metern, ihre Obergeschosse sind über Wendeltreppen in hofseitigen Treppentürmen erreichbar. Die beiden Südtürme weisen innen einen Durchmesser von acht Metern bei einer Mauerstärke von 2,1 Metern auf. Im Südwest-Turm befindet sich unter dem Erdgeschossraum mit Kreuzgewölbe ein über eine Bodenluke erreichbarer Kellerraum. Seine Bestimmung konnte bisher nicht eindeutig geklärt werden. In Frage kommen eine Verwendung als Verlies oder als Eiskeller. Die beiden Obergeschosse wurden für die Schlosskapelle zu einem Stockwerk zusammengefasst. An der Außenseite ist die Kapelle durch ein rundbogiges Kapellenfenster zu erkennen, in dessen Giebelfeld das Wappen Guillaume du Bois’ zu finden ist.
Die vier Ecktürme sind durch rund acht Meter hohe und etwa 35 Meter lange Kurtinen miteinander verbunden. Diese Verbindungsmauern sind von Zinnen bekrönt und besaßen früher einen vermutlich hölzernen und farbig gestalteten Wehrgang auf der Mauerkrone. Über diesen waren die Obergeschosse der beiden Südtürme erreichbar. Die Kurtinen besitzen fast keine Öffnungen. Ausnahmen sind drei Fenster an der Südseite sowie der große Torbau an der nördlichen Seite der Anlage. Zu diesem für eine vier Meter lange zweibogige Steinbrücke, die eine früher vorhandene Zugbrücke ersetzt. Die Zugbrückenblende und die Balkenlöcher sind heute noch vorhanden. Das große Eingangstor ist drei Meter hoch. Östlich davon befindet sich eine kleinere Schlupfpforte. Zu dieser 1,80 Meter hohen und 60 cm breiten Tür führt noch immer eine Zugbrücke. Über dem segmentbogigen Torbogen des Eingangstors findet sich eine leere Nische, die einen kielbogigen oberen Abschluss besitzt. Dort stand früher eine Madonnenstatue aus dem 17. Jahrhundert, die sich heute im Louvre befindet. Eine Kopie dieser Statue befindet sich in der neu gebauten Kapelle im Schlosshof. Zwischen der Nische und dem Torbogen fand sich früher ein Wappenrelief und die Inschrift „AD MAJOREM – 1715 DEI GLORIAM“. Über der Statuennische erhebt sich ein großer nach innen und außen auskragender Wehrerker mit einem hohen Walmdach und Kielbogenfenstern. Der Erker ruht auf drei Reihen Konsolsteinen, die mit dem Wappen Guillaume de Bois’ verziert sind. Zwischen ihnen liegen Maschikulis.

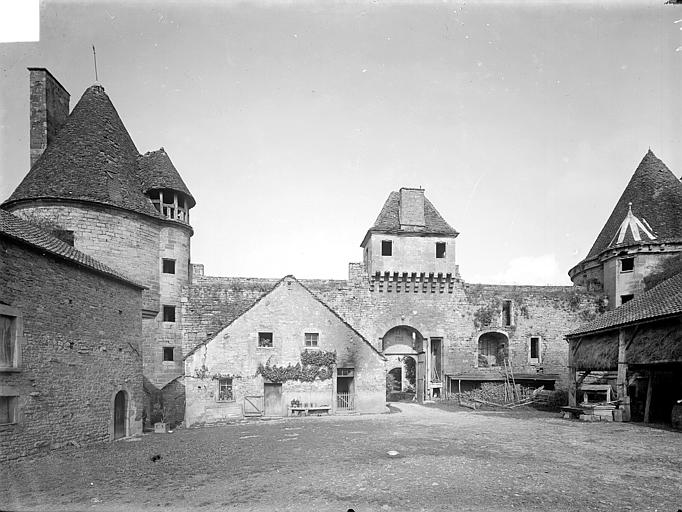
Ansicht des Innenhofs vor 1919

In dem durch die Kurtinen umrahmten Innenhof finden sich ein alter Brunnen sowie eine Kapelle, die jedoch ein Bau der Neuzeit ist. Das einstige herrschaftliche Logis lehnte sich von innen an die Südmauer an, denn nur dort sind Fenster im Mauerwerk erhalten. Eines davon war zeitweilig zu einer Tür umgestaltet, die Zugang zum nicht mehr erhaltenen Schlossgarten bot. Der Wohnbau war vermutlich ein Fachwerkgebäude. Seine Holzkonstruktion war wohl farbig bemalt, und das Gebäude besaß eine gewisse Ähnlichkeit mit dem herzoglichen Hôtel in Beaune. Bereits im 19. Jahrhundert war dieser südliche Bau vollkommen verschwunden, und der Hof war zu jener Zeit mit mehrheitlich landwirtschaftlichen Gebäuden bebaut. Seit 1554 stand an der Westseite des Hofs ein steinerner Pferdestall mit einer tonnengewölbten Decke. Er wurde 1964 gemeinsam mit einem Holzbau an der Ostseite niedergelegt, um Platz für den Neubau einer Weberei zu schaffen. Gleiches geschah auch mit einem kleinen Wohnhaus an der Nordmauer, das bis dahin vom Pächter der Schlossanlage bewohnt worden war.